# Phyllophaga tetracera
Phyllophaga tetracera är en skalbaggsart som beskrevs av Chapin 1932. Phyllophaga tetracera ingår i släktet Phyllophaga och familjen Melolonthidae. Inga underarter finns listade i Catalogue of Life.